# Letohrad
Letohrad (česky do roku 1950 Kyšperk) je město v okrese Ústí nad Orlicí v Pardubickém kraji. Žije v něm přibližně 6 400 obyvatel. Historické jádro tvoří městskou památkovou zónu. Město je členem dobrovolného svazku obcí Sdružení obcí Orlicko.

## Název
Do roku 1950 mělo město název Kyšperk (německy Geiersberg) podle stejnojmenného zaniklého hradu Kyšperk. Město bylo na krátkou dobu přejmenováno na Orličné a poté definitivně na Letohrad.[nenalezeno v uvedeném zdroji] Název Letohrad je umělý a vznikl po sloučení obcí Kyšperk, Orlice, Kunčice a Červená.
V písemných pramenech se název města objevuje ve tvarech: „w Kyssperku mčko“ (1514), Kyssperk (1601), Kysspergk (1654, 1715), Geyersberg (1716, 1720), Geyersberg a Supihora nebo Kyssperk (1790), Geiersberg (1836) a úředně Kyšperk či Supíhora (1854).

## Historie

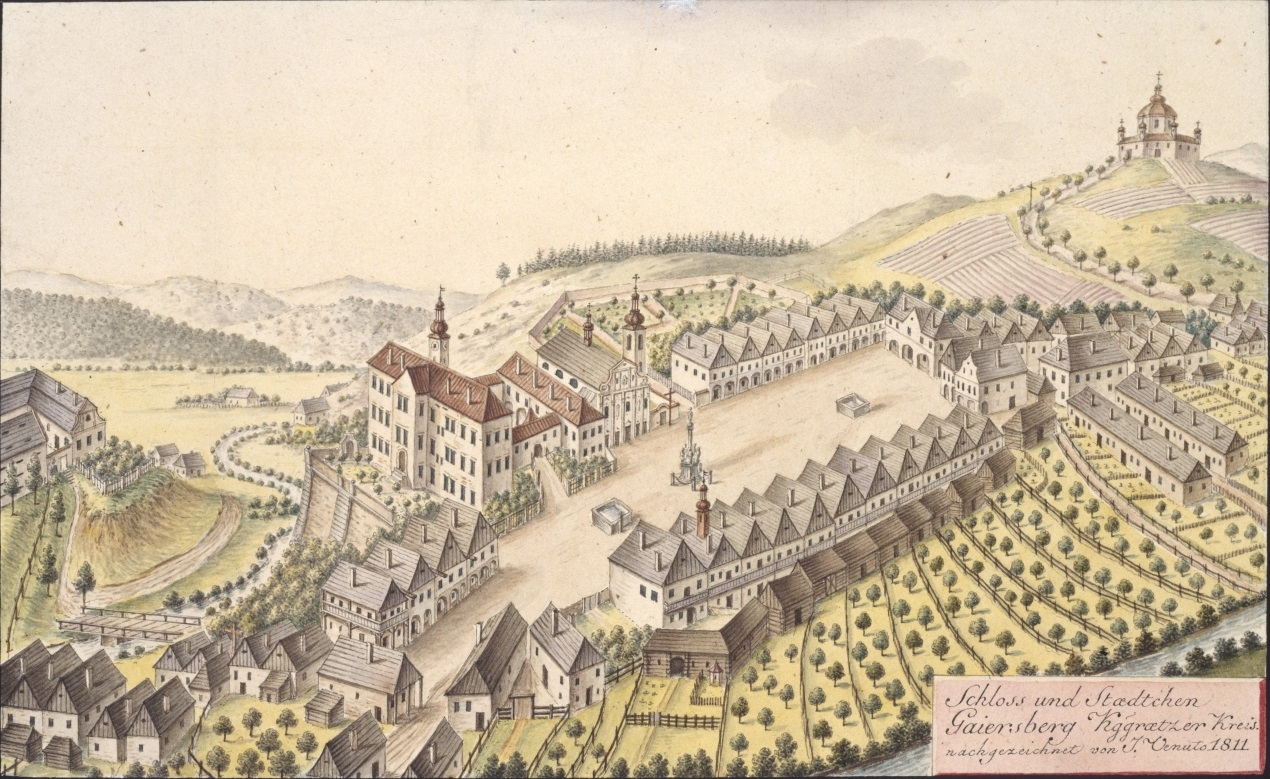
Zámek a městečko Kyšperk, kresba Johanna Venuta z roku 1811

Nejstarší zmínka o hradu je z roku 1308, o městečku z roku 1514. V 17. století za hraběte H. J. Vitanovského z Vlčkovic se město rozrostlo, v letech 1680–1685 byl přestavěn zámek a postaven kostel sv. Václava s honosnou štukovou výzdobou přesahující regionální význam. Hrabě Vitanovský také založil šest cechů, zrušil robotu a založil špitál pro staré a chudé lidi. V 18. století byl na náměstí postaven monumentální morový sloup, v letech 1734–1736 barokní kaple svatého Jana Nepomuckého nad městem. Na konci 18. století kyšperské panství vlastnil šlechtický rod Cavrianiů.
V 19. století vznikal zámecký park s mnoha vzácnými rostlinami (např. kandík psí zub – kvete počátkem dubna). Od první poloviny 19. století se Kyšperku říkalo „sirkařský“. Rozmohla se zde výroba sirek a to ještě o dva roky dříve než v Sušici. Nejstarší písemný doklad o výrobě sirek v českých zemích pochází z Kyšperku už z roku 1838, jde o „Poučení pro výrobce sirek A. Nona z Kyšperka“. Nejstarší doloženou větší výrobnu v Kyšperku provozoval od roku 1842 Josef Šedivý s dělníkem Čadou a po nějakém čase se dokázal dostat na denní produkci až asi 350 bedniček po 50 balíčcích, což představovalo jeden a tři čtvrtě milionu sirek. Roku 1874 přijel do Kyšperka první vlak a následoval rozvoj dřevařského a textilního průmyslu. Dodnes je důležitou železniční křižovatkou s mezinárodním provozem.
V roce 1950 došlo ke sloučení Kyšperka s okolními obcemi a nově vzniklý celek byl pojmenován Letohrad. V současnosti převažuje elektrotechnický průmysl. Ve 21. století se město bouřlivě rozvíjí, vznikají jak nové obytné čtvrti, tak i průmyslová oblast živě roste. Počet lidí s trvalým pobytem se blíží 6 500.

## Přírodní poměry
Město leží v podhůří Orlických hor při soutoku Tiché Orlice a Lukavického potoka v okrese Ústí nad Orlicí, asi 7 km jihovýchodně od města Žamberk, se kterým vytváří konurbaci, 13 km jihozápadně od Ústí nad Orlicí a od krajského města Pardubice 62 km západně. Sousedními obcemi jsou na západě Písečná, na jihozápadě Hnátnice, na severu Lukavice, na severovýchodě Šedivec, na východě Mistrovice, na jihovýchodě Verměřovice a na jihu Dolní Dobrouč.

## Obyvatelstvo
| Rok            | 1869  | 1880  | 1890  | 1900  | 1910  | 1921  | 1930  | 1950  | 1961  | 1970  | 1980  | 1991  | 2001  | 2011  | 2021  |
| -------------- | ----- | ----- | ----- | ----- | ----- | ----- | ----- | ----- | ----- | ----- | ----- | ----- | ----- | ----- | ----- |
| Počet obyvatel | 1 605 | 1 702 | 1 818 | 1 885 | 2 045 | 1 937 | 2 401 | 2 216 | 2 834 | 2 980 | 3 507 | 3 966 | 3 934 | 3 934 | 3 921 |
| Počet domů     | 256   | 270   | 244   | 244   | 279   | 298   | 446   | 492   | 914   | 564   | 658   | 727   | 749   | 806   | 806   |

## Místní části
- Letohrad
- Červená
- Orlice
- Kunčice

## Doprava
Letohrad je regionální železniční uzel na kterém leží stejnojmenná stanice. Vede tudy elektrifikovaná železniční trať Ústí nad Orlicí – Letohrad – Lichkov, kde se větví ve směru do Polska a do Dolní Lipky. Druhou tratí je trať do Týniště nad Orlicí a Hradce Králové. Nejfrekventovanější je trať do okresního Ústí nad Orlicí, kde jsou přípoje na dálkové vlaky.
Město leží mimo hlavní silniční tahy (nejbližší je silnice I/11 asi 4 km). Autobusová doprava má význam pro dopravu do blízkého okolí, zejména do Žamberka, dále do Klášterce nad Orlicí a dalších okolních obcí.

## Společnost

### Školství
- MŠ Taušlova, Letohrad
- MŠ U Dvora, Letohrad
- Mateřská škola SKiPi
- ZŠ Komenského
- ZŠ U Dvora
- Průmyslová střední škola v Letohradě
- Letohradské soukromé gymnázium
- Pěvecké hlasové studio Pavlíny Kalousové Hockové
- Umělecká škola Petra Oravce (OR Drums)
- Základní umělecká škola Alfonse Muchy

### Sport
- Klub biatlonu OEZ Letohrad
- Fotbalový klub FK Letohrad
- Tenisový klub Letohrad
- SK Hokejbal Letohrad
- Taneční studio Ká, Letohrad
- Florbalový klub FBC Letohrad
- SDH Letohrad-Kunčice
- SDH Letohrad-Orlice
- SDH Letohrad-Město
- SDH Letohrad-Červená
- KARATE TEAM KCK
- RLC Barbarians Letohrad

## Pamětihodnosti
- Raně barokní zámek z let 1680–1685
- Přírodně krajinářský park, původně zámecká zahrada, s fontánou, empírovým altánem a umělou jeskyní – grottou
- Kostel sv. Václava ve stylu italského baroka z roku 1680 s cennými štuky od G. Maderny a rokokovým zařízením z let 1783–1786
- Kostel Nanebevzetí Panny Marie na Orlici z roku 1709
- Barokní domy na náměstí se zachovaným podloubím
- Sousoší P. Marie na náměstí z let 1718–1721 od sochaře Antonína Appellera z Litomyšli
- Nový dvůr, bývalý barokní hospodářský dvůr, dnes Muzeum řemesel, jedno z největších ve střední Evropě.
- Tvrz Orlice – renesanční tvrz
- Kaple sv. Jana Nepomuckého z roku 1734 na Kopečku nad městem. Kapli nechal postavit Jan Václav Ignác Breda,[10] stavbu řídil Morazzi z Chrudimi, který stavěl i kapli na Zelené hoře u Žďáru nad Sázavou, půdorys kaple i ambitů tvoří podle jednoho z atributů sv. Jana pětiúhelník, je tam pět vchodů, pětiboký oltář, pět andělů nad oltářem a další.
- Hrad Kyšperk stával na hřebeni 300 m od kaple, což ostatně dokládají pozůstatky valů.
- Městské muzeum – barokní budova z roku 1680, expozice je věnována historii města a sirkařství
- Muzeum řemesel Letohrad
- Hotmarova kaplička z roku 1680, postavena místním rodákem Vilémem Hotmarem
- Pamětní deska připomínající pobyt profesora Tomáše Garrigua Masaryka ve městě a jeho přednášku o Karlu Havlíčkovi Borovském dne 1. května 1904

## Osobnosti
- František Vladislav Hek (1769–1847), národní buditel (byl inspirací pro postavu F. L. Věka ve stejnojmenném románu Aloise Jiráska) zde strávil sklonek života a byl tu pochován
- Dominik Umlauf (1792–1872), malíř, řezbář; žil a zemřel v Letohradu
- Ignác (Hynek) Umlauf (1821–1851), malíř
- Jan Umlauf (1825–1916), malíř (bratr Ignáce), jeho obrazy zdobí více než 100 kostelů v okolí Kyšperka, na Ústecku a Lanškrounsku, na Moravě i ve vzdálenějších krajích Čech; žil tu většinu života a je tu pochován
- Alfons Mucha (1860–1939), malíř, prodléval v Kyšperku o prázdninách 1934 a 1935 a v budově Masarykovy školy práce, nynější průmyslové školy, maloval pro pražský Hlahol obraz „Píseň“ a obrázek „Bol dívky“ do městské kroniky
- Peter Jilemnický (1901–1949), národní umělec, spisovatel (později se identifikující se Slovenskem a jeho kulturou) se narodil v budově dnešního Městského muzea, na kterém má svou pamětní desku
- Josef Korbel (1909–1977), československý diplomat a americký pedagog židovského původu
- Václav Vacek (* 1946), dlouholetý letohradský farář, před r. 1989 činný v církevním disentu
- Václav Faltus (* 1956), imitátor a dabér
- Václav Moravec (* 1974), moderátor; zde prožil dětství
- Ondřej Moravec (* 1984), sportovec, biatlonista, několikanásobný olympijský medailista

## Partnerská města
- Daruvar, Chorvatsko
- Hausen am Albis, Švýcarsko
- Niemcza, Polsko

## Galerie

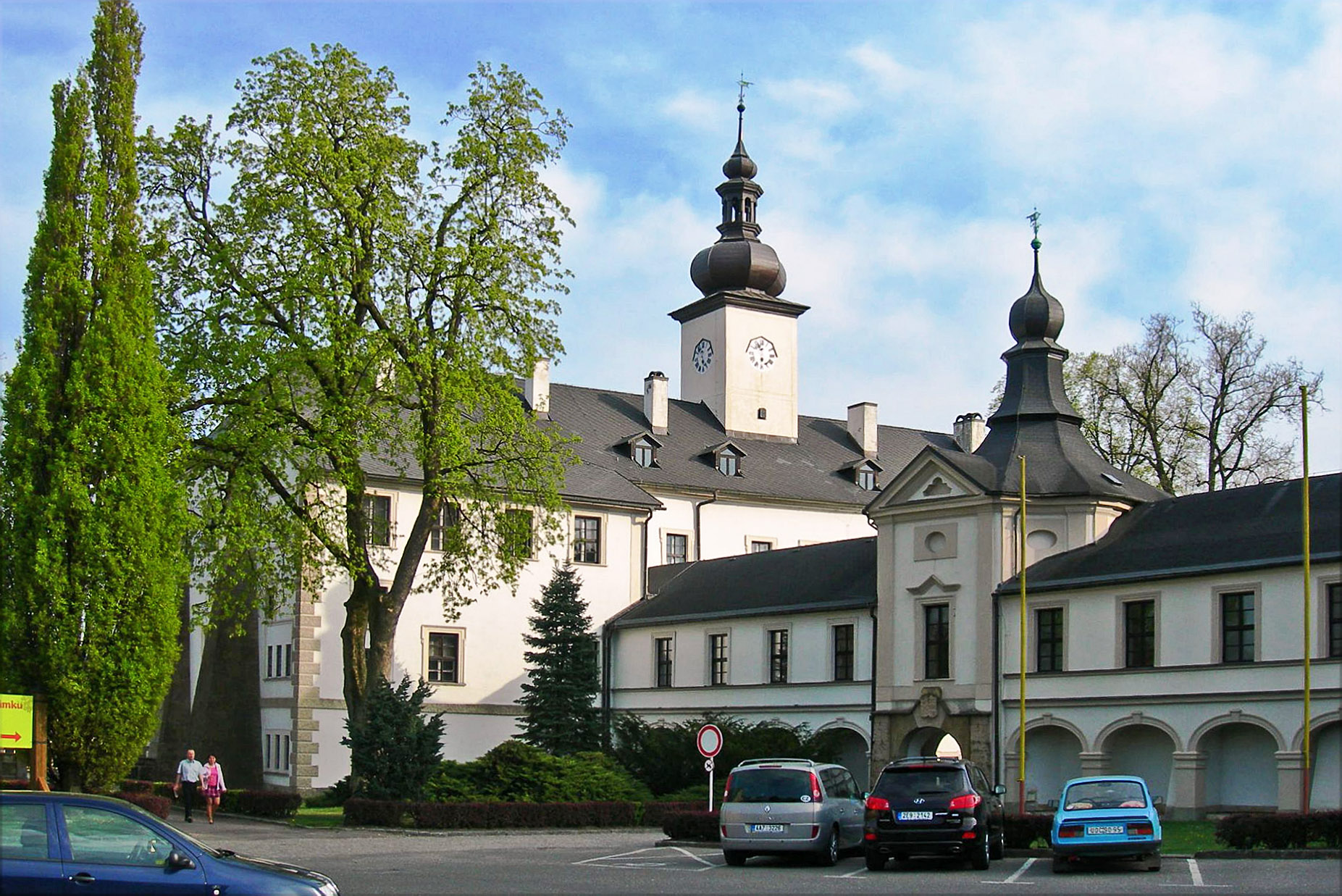
Zámek
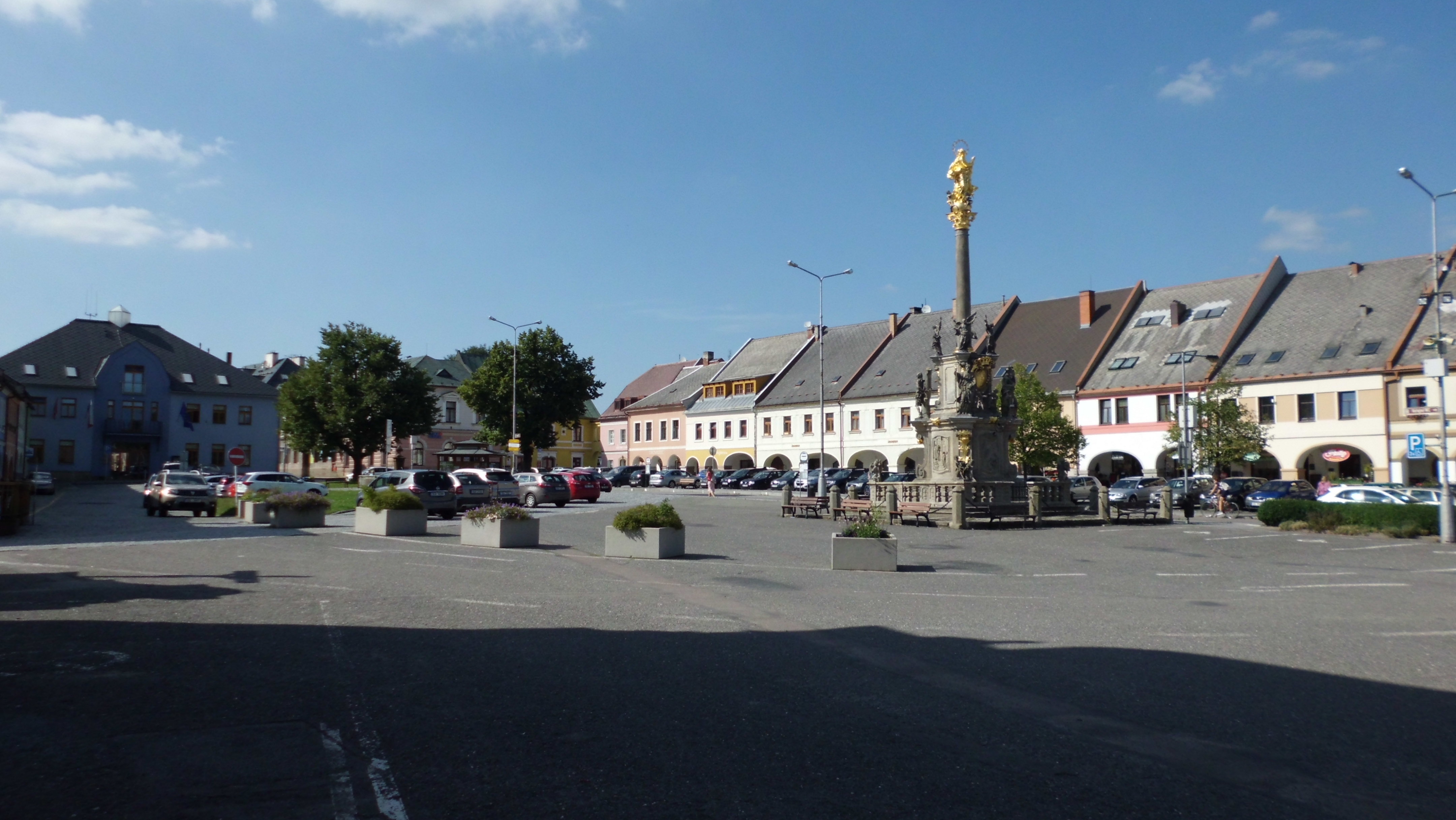
Václavské náměstí s morovým sloupem
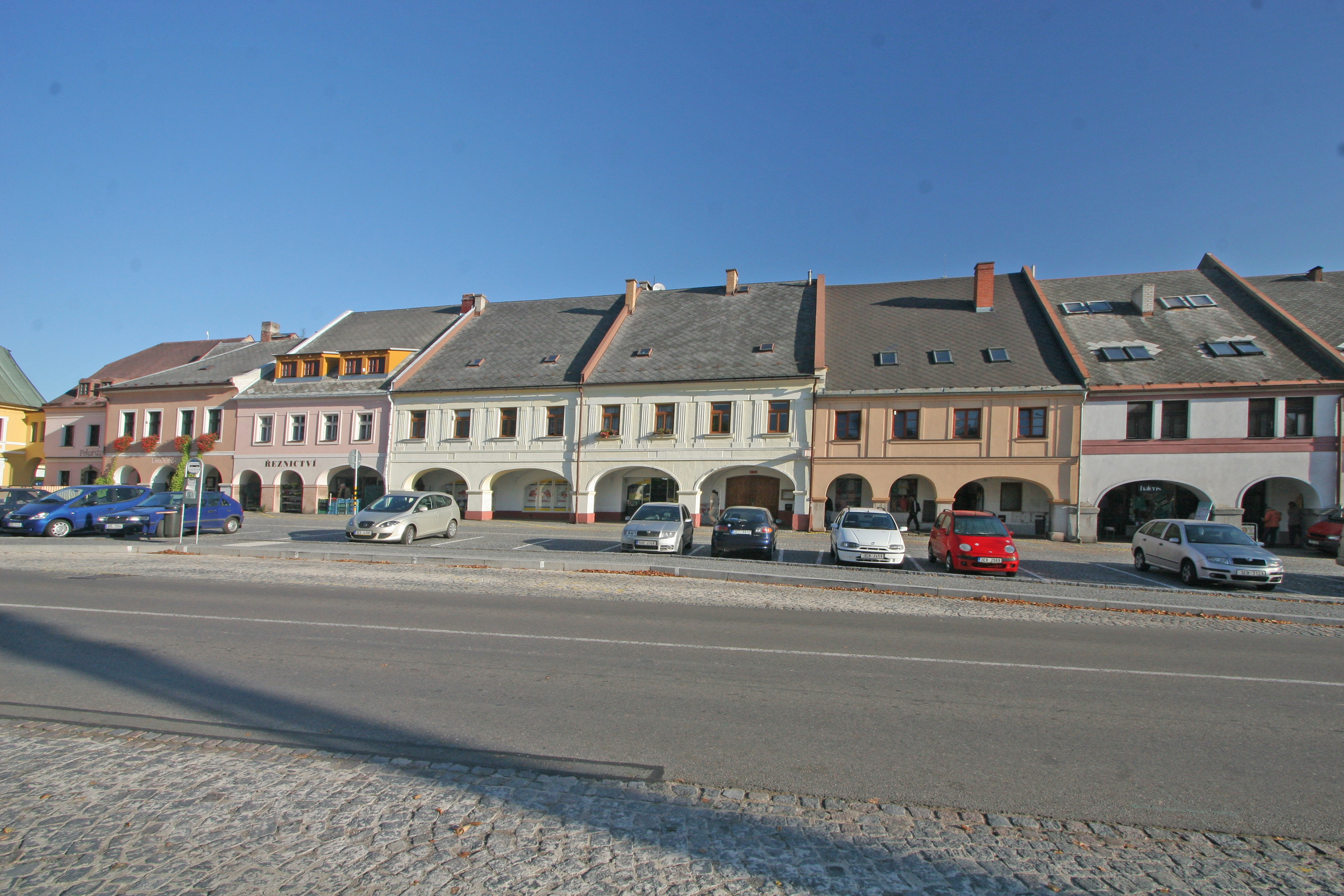
Městské domy na náměstí
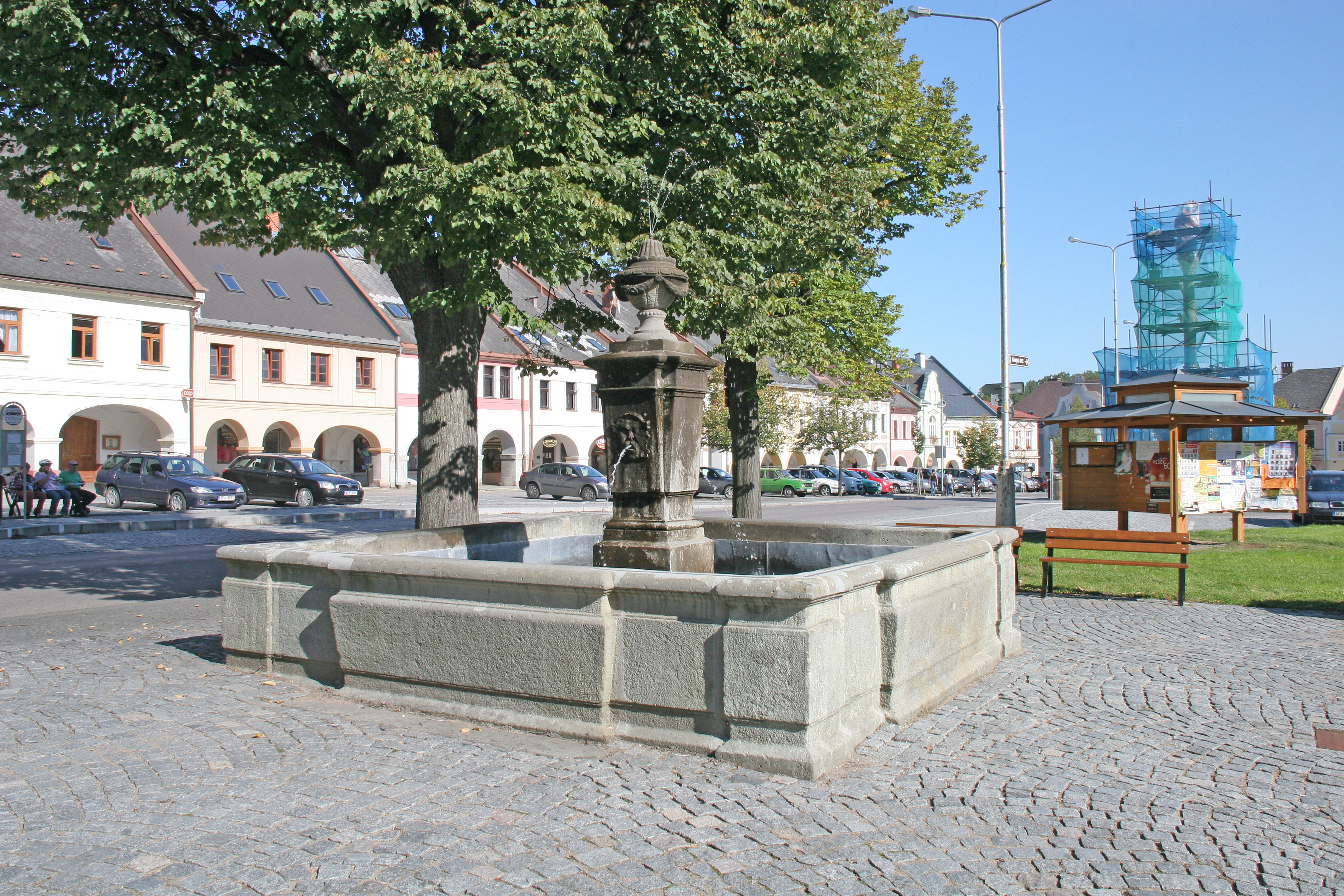
Kašna na náměstí
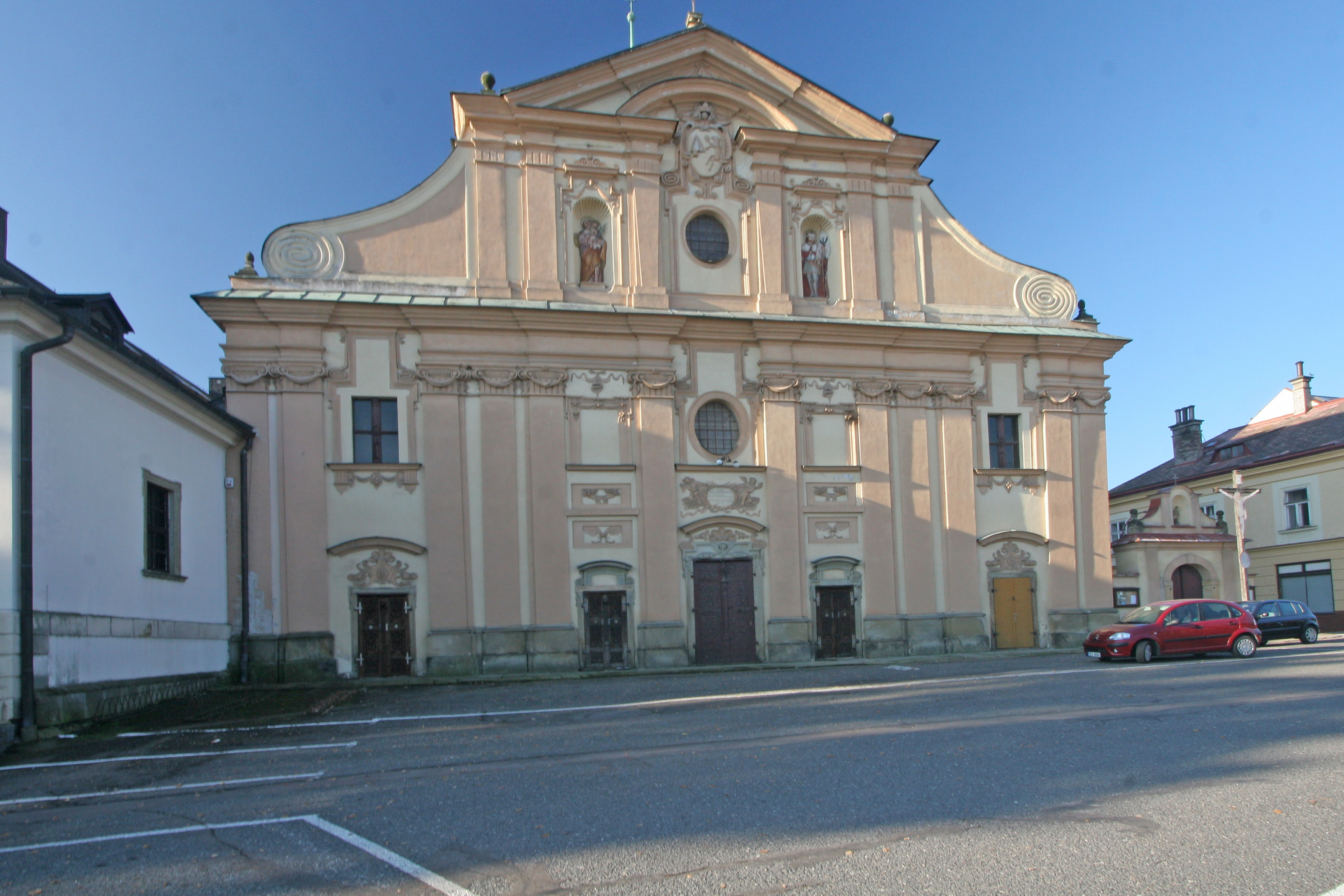
Kostel sv. Václava
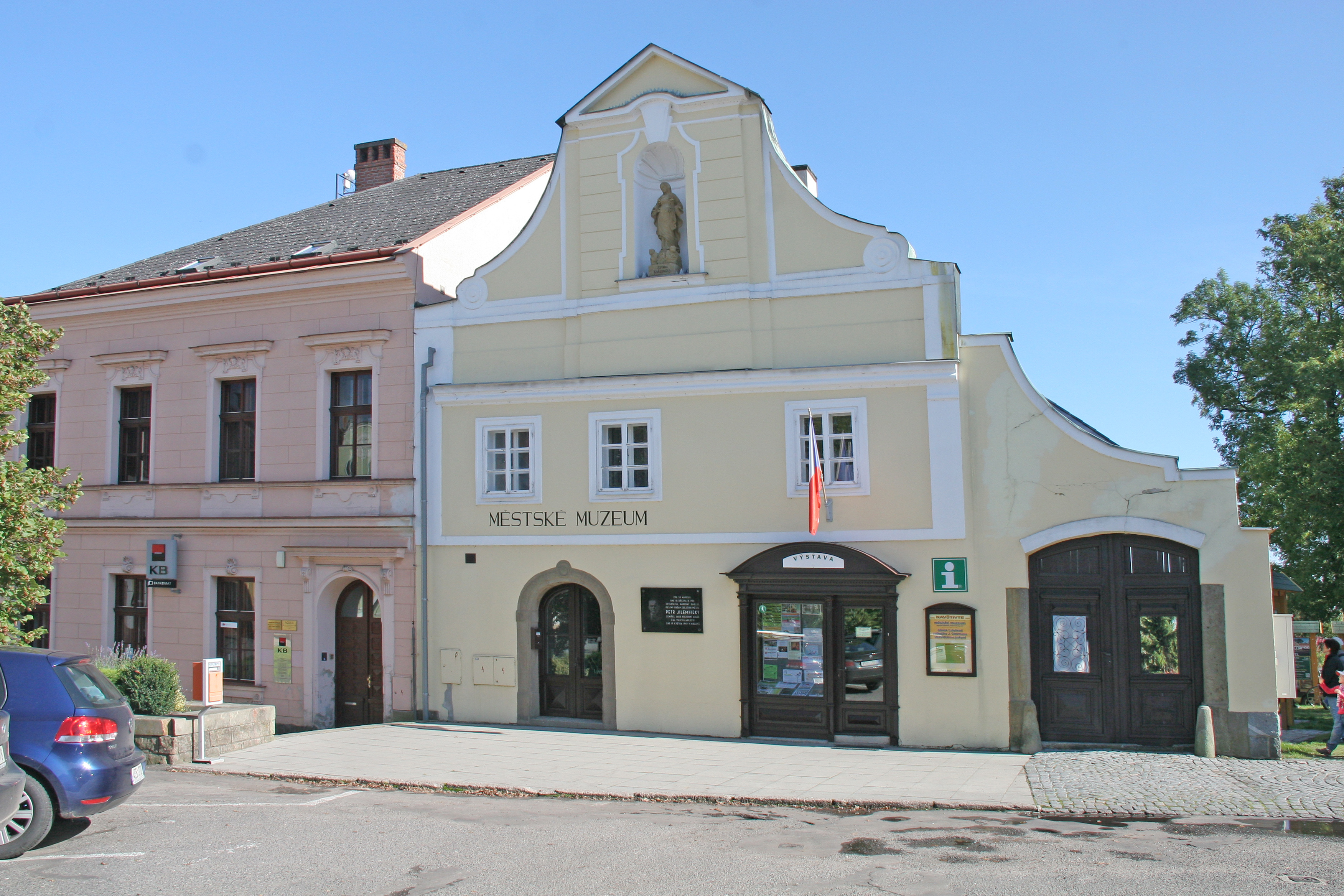
Muzeum Letohrad
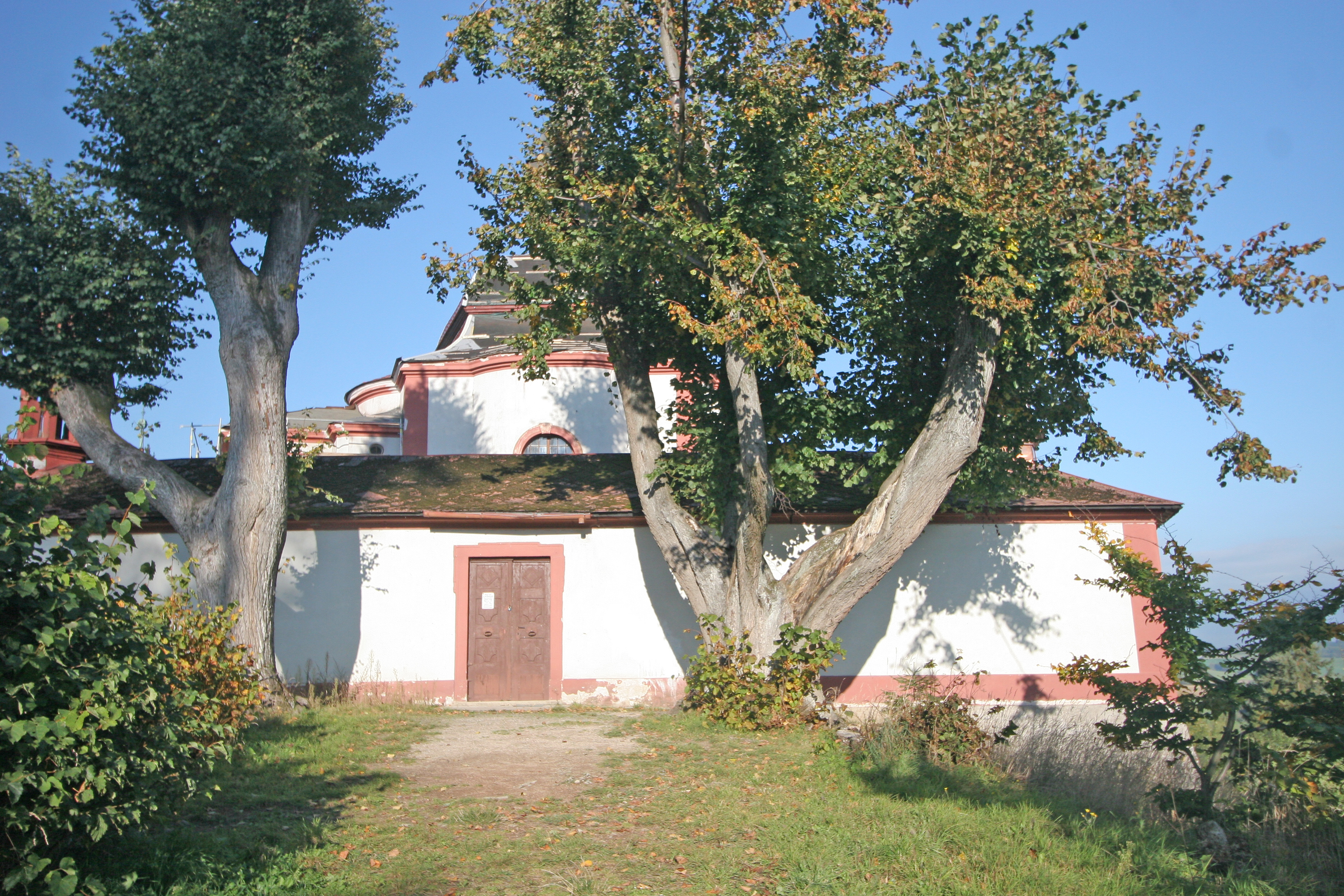
Kaple sv. Jana Nepomuckého
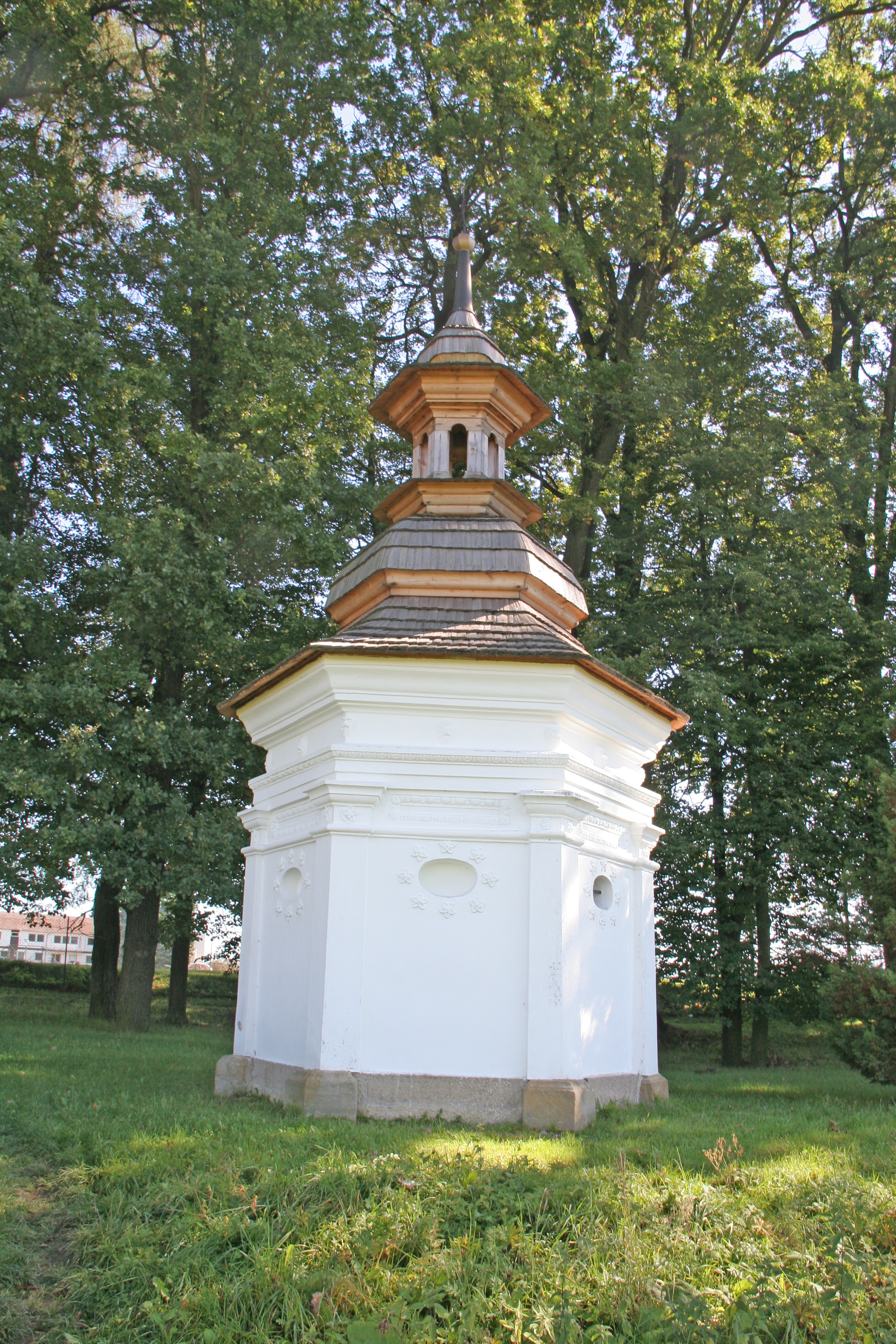
Hotmarova kaple Matky Boží
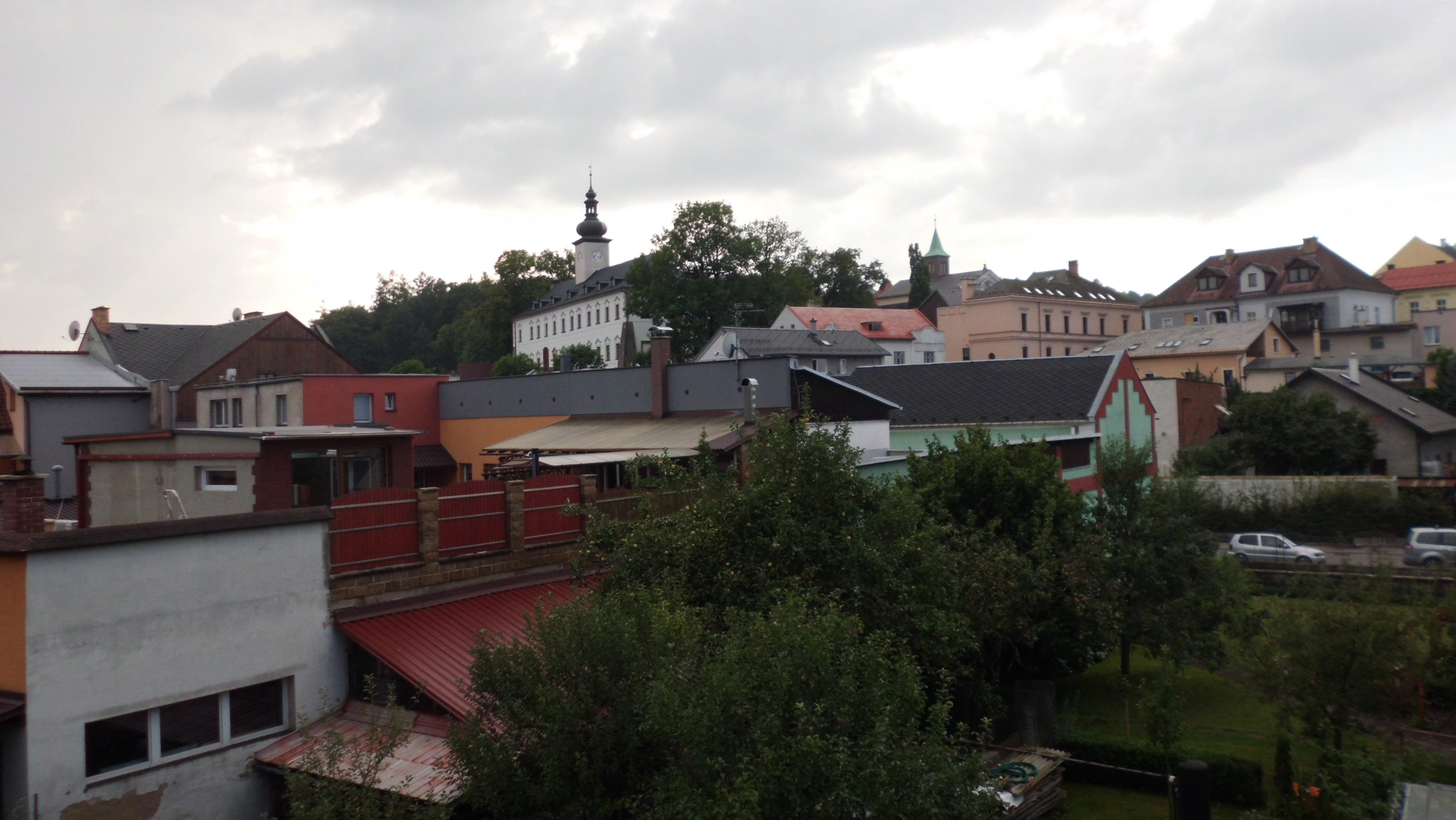
Pohled na město
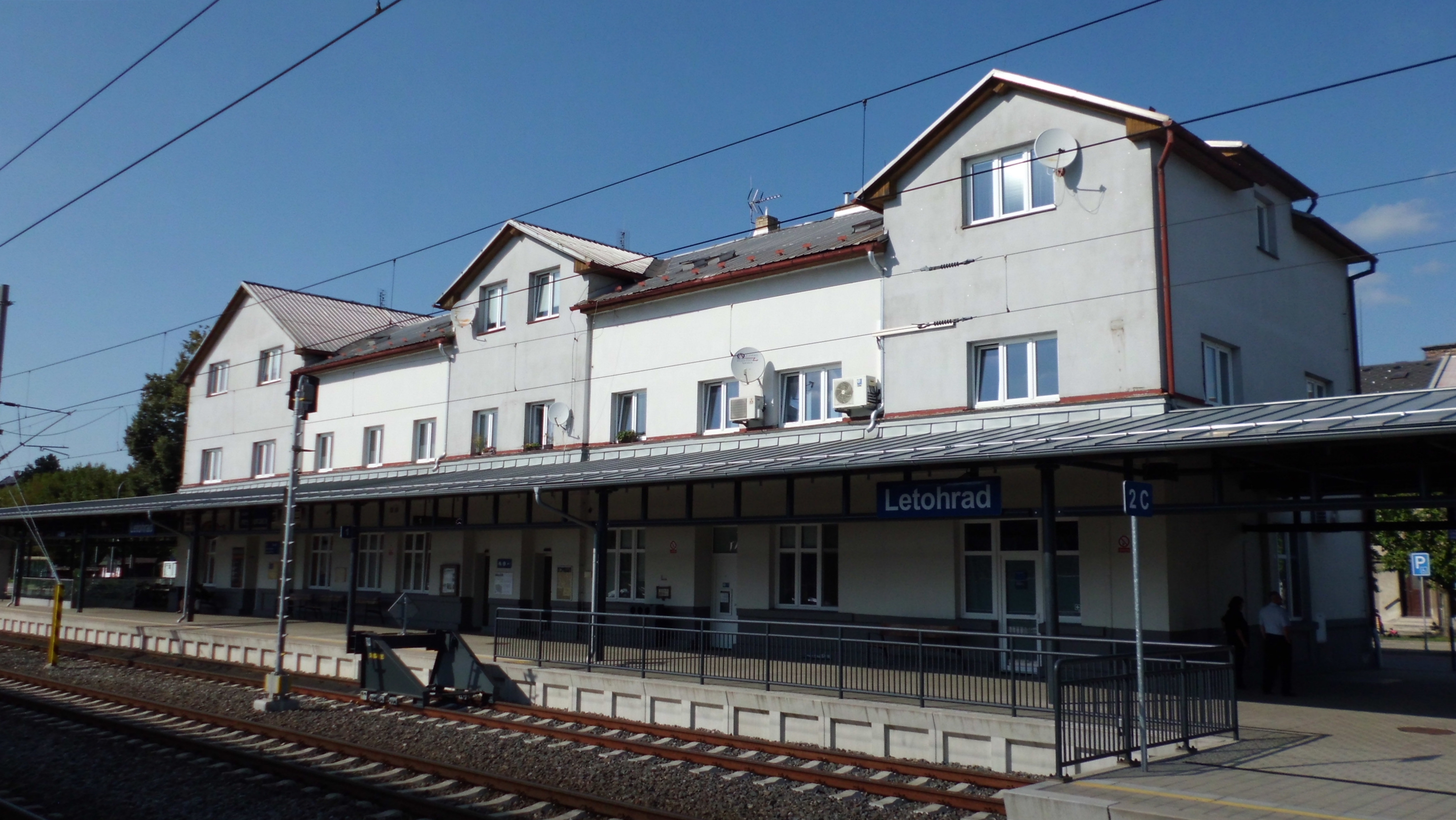
Železniční stanice